# Jérémie Ferrier
Pour les articles homonymes, voir Ferrier (homonymie).
Jérémie Ferrier, né à Millau en 1576 et mort à Paris en 1626, est un pasteur et théologien protestant converti au catholicisme en 1613, il est ensuite écrivain et historiographe du roi Louis XIII en 1619.

## Biographie
Il est pasteur à Aumessas, puis à Uzès et finalement  Nîmes de 1601 à 1613.
Son nom fera scandale en 1605 lorsque le père Pierre Coton, confesseur d'Henri IV, oubliera dans un livre sur les sciences occultes une note contenant des questions à poser à Satan au cours d'un exorcisme ; parmi ces questions : « Chamier et Ferrier, comment ? ».
Il est excommunié en l'Église de Nismes, le dimanche 14 juillet 1613. Voici son portrait tel qu'il apparaît au « Rôle des ministres déposés et apostats » dressé par le Synode national de Tonneins : « J.Ferrier, ci-devant pasteur et professeur dans l'église et université de Nîmes, personnage de haute stature, ayant les cheveux noirs et frisés, le teint olivâtre, les narines ouvertes et les lèvres fort grosses, censuré plusieurs fois, ensuite suspendu pour ses malversations et rébellions, ayant abandonné le saint ministère, excommunié de nos églises le 14 juillet 1613 desquelles il s'est entièrement séparé à l'âge d'environ trente-huit ans ».
Sa fille Marie sera assassinée le 24 août 1665 avec son époux, Jacques Tardieu, lieutenant criminel au Châtelet.